# Università di Westminster
L'università di Westminster è un'università pubblica del Regno Unito. Fondata nel 1838, con il nome di Royal Polytechnic Institution, fu la prima istituzione politecnica del Regno Unito.

## Storia
L'istituzione divenne un'università nel 1992, iniziando da allora a conferire titoli accademici.

## Struttura
La sede, come il primo campus, si trova in Regent Street, nella Città di Westminster, nel centro di Londra ma vi sono altri campus a Fitzrovia, Marylebone e Harrow. L'università gestisce anche la Westminster International University a Tashkent in Uzbekistan.
Facoltà:
- Architecture and the Built Environment (Marylebone)
- Science and Technology (Cavendish)
- Social Sciences and Humanities (Regent)

Scuole:
- Business School (Marylebone)
- Law School (Regent)
- Media, Arts and Design (Harrow)